# ヴァルティスラフ8世 (ポメラニア公)
ヴァルティスラフ8世（ドイツ語：Wartislaw VIII., 1345年ごろ - 1394年6月13日）またはヴァルチスワフ8世（ポーランド語：Warcisław VIII）は、ポメラニア＝ヴォルガスト公（在位：1394年 - 1415年）。兄バルニム6世が1405年に死去するまでバルニム6世と共同統治を行い、その後は単独で統治した。

## 生涯
ヴァルティスラフ8世はポメラニア＝ヴォルガスト公ヴァルティスラフ6世とその妃アンナ・フォン・メクレンブルク＝シュタルガルトの間に次男として生まれた。
父ヴァルティスラフ6世は当初、ヴァルティスラフ8世を聖職者としようと考えていた。ヴァルティスラフ8世は14歳のとき、トリプゼースの助祭長に任命された。しかし1393年に結婚するために聖職者を辞めた。後の伝説によれば、ヴァルティスラフ8世は必要な特免状を得るために聖地へ巡礼したという。ヴァルティスラフ8世はおそらく父の従兄弟のポメラニア＝スウプスク公ヴァルティスラフ7世とともにこの巡礼を始めたが、ヴァルティスラフ7世は病気のため旅を中止しなければならなかった。
1394年に父ヴァルティスラフ6世が亡くなった後、ヴァルティスラフ8世は兄バルニム6世と共同でポメラニア＝ヴォルガストを統治した。共同統治の間に、海賊との戦いのためハンザ同盟に参加することもあった。しかし、バルニム6世自身が海賊として活動することもあり、ハンザ同盟やドイツ騎士団との緊張関係につながった。兄バルニム6世は1405年に死去した。
兄の死後、ヴァルティスラフ8世は単独でポメラニア＝ヴォルガストを統治し、兄の2人の息子であるヴァルティスラフ9世（1400年生）とバルニム7世（1404年頃生）の後見人を務めた。ヴァルティスラフ8世は1406年3月にドイツ騎士団団長との争いを解決し、ローマへ巡礼し、ローマ教皇グレゴリウス12世から黄金のバラを贈られた。帰国後、ヴァルティスラフ8世は黄金のバラをプダグラ修道院に贈り、すぐに奇跡として崇拝されるようになった。その後、1479年から1493年まで修道院長をつとめたハインリヒにより偶像として破壊された。
ヴァルティスラフの治世の間に、シュトラールズントで「パーペンブラント・トム・ズンデ（Papenbrand thom Sunde）」といわれる事件が起きた。怒った群衆が3人の司祭を火あぶりにしたのである。ヴァルティスラフは1409年に償いのための仲介を行ったが、問題を解決することはできなかった。
ポメラニア＝シュチェチン公スヴァンティボル3世とその息子オットー2世およびカジミール5世と、ブランデンブルク選帝侯フリードリヒ1世との対立においては、ヴァルティスラフ8世はフリードリヒ1世側についた。1413年、ヴァルティスラフ8世はフリードリヒ1世と同盟を結び、ヴァルティスラフ8世の長男ヴァルティスラフはフリードリヒ1世の娘マルガレーテと婚約した。しかし、長男ヴァルティスラフはマルガレーテと結婚する前に亡くなった。ヴァルティスラフ8世とフリードリヒ1世は一緒にコンスタンツ公会議に赴き、そこで皇帝ジギスムントはヴァルティスラフ8世をポメラニア公とした。しかし、その後ヴァルティスラフ8世は暴動に対処するためにポメラニアに戻らなければならず、異端者ヤン・フスの火刑などのための議会に参加できなかった。
ヴァルティスラフ8世は1415年8月20日に亡くなり、ヴォルガストの聖ペテロ教会に埋葬された。ヴァルティスラフの死後、未亡人のアグネスと摂政議会は、兄の長男であるヴァルティスラフ9世が1417年に公領の統治を引き継ぐまで、ヴァルティスラフ8世の息子であるバルニム8世とスヴァンティボル2世、そして兄の息子であるヴァルティスラフ9世とバルニム7世の摂政を務めた。

## 結婚と子女
ヴァルティスラフ8世はザクセン＝ラウエンブルク公エーリヒ4世の娘アグネスと結婚した。2人の間には4子が生まれた。
- ヴァルティスラフ（1398年頃 - 1414/5年）
- バルニム8世（1406年頃 - 1451年） - ポメラニア公
- スヴァンティボル2世（1409年頃 - 1432/6年） - ポメラニア公
- ゾフィー（1453年以降） - ヴェルレ領主ヴィルヘルム（1436年没）と結婚

未亡人となったアグネスは1435年に死去し、プダグラ修道院に埋葬された。